# Saint-Aubin-sur-Aire
 Saint-Aubin-sur-Aire  là một xã thuộc tỉnh Meuse trong vùng Grand Est đông nam nước Pháp. Xã này nằm ở khu vực có độ cao trung bình 343 mét trên mực nước biển.